# Grand Hotel (televisieserie)
Grand Hotel (Spaans: Gran Hotel) was een Spaanse televisieserie, uitgezonden door Antena 3 in 3 seizoenen tussen oktober 2011 en oktober 2013.
De serie is opgenomen bij Palacio de la Magdalena in Santander.

## Thema
De serie speelt zich af rond 1905 in een luxueus hotel. Allerlei mysteries rondom de eigenaars (de familie Alarcón) en de hotelbedienden, brengen de kijker meerdere detectiveverhalen. Gelijktijdig ontstaat er een schijnbaar onmogelijke liefde tussen de bediende Julio en Alicia Alarcón.

## Rolverdeling
| personage                                       | acteur           |
| ----------------------------------------------- | ---------------- |
| Doña Teresa Aldecoa                             | Adriana Ozores   |
| Alicia Alarcón                                  | Amaia Salamanca  |
| Julio Olmedo / Julio Espinosa / Julio Molins    | Yon González     |
| Javier Alarcón Aldecoa                          | Eloy Azorín      |
| Alfredo Marqués de Vergara                      | Fele Martínez    |
| Benjamín                                        | Manuel de Blas   |
| Horacio Ayala                                   | Pep Antón Muñoz  |
| Diego Murquía / Adrián Vera Celande             | Pedro Alonso     |
| Sofía Alarcón                                   | Luz Valdenebro   |
| Belén Martín                                    | Marta Larralde   |
| Andrés Alarcón Salinas / Andrés Cernuda Salinas | Llorenç González |
| Ángela Salinas                                  | Concha Velasco   |